# Euphorbia setosa
Euphorbia setosa är en törelväxtart som först beskrevs av Pierre Edmond Boissier, och fick sitt nu gällande namn av Johannes Müller Argoviensis. Euphorbia setosa ingår i släktet törlar, och familjen törelväxter. Inga underarter finns listade i Catalogue of Life.